# FUT5
Alfa-(1,3)-fukoziltransferaza je enzim koji je kod ljudi kodiran genom FUT5.

## Literatura
- Chiu PC, Chung MK, Koistinen R, Koistinen H, Seppala M, Ho PC, Ng EH, Lee KF, Yeung WS (јануар 2007). „Glycodelin-A interacts with fucosyltransferase on human sperm plasma membrane to inhibit spermatozoa-zona pellucida binding”. Journal of Cell Science. 120 (Pt 1): 33—44. PMID 17148576. doi:10.1242/jcs.03258 . hdl:10722/45488 .
- Inaba Y, Ohyama C, Kato T, Satoh M, Saito H, Hagisawa S, Takahashi T, Endoh M, Fukuda MN, Arai Y, Fukuda M (децембар 2003). „Gene transfer of alpha1,3-fucosyltransferase increases tumor growth of the PC-3 human prostate cancer cell line through enhanced adhesion to prostatic stromal cells”. International Journal of Cancer. 107 (6): 949—57. PMID 14601054. S2CID 7078688. doi:10.1002/ijc.11513 .
- Roos C, Kolmer M, Mattila P, Renkonen R (фебруар 2002). „Composition of Drosophila melanogaster proteome involved in fucosylated glycan metabolism”. The Journal of Biological Chemistry. 277 (5): 3168—75. PMID 11698403. doi:10.1074/jbc.M107927200 .
- Nishihara S, Iwasaki H, Kaneko M, Tawada A, Ito M, Narimatsu H (децембар 1999). „Alpha1,3-fucosyltransferase 9 (FUT9; Fuc-TIX) preferentially fucosylates the distal GlcNAc residue of polylactosamine chain while the other four alpha1,3FUT members preferentially fucosylate the inner GlcNAc residue”. FEBS Letters. 462 (3): 289—94. PMID 10622713. S2CID 37842289. doi:10.1016/S0014-5793(99)01549-5 .
- McCurley RS, Recinos A, Olsen AS, Gingrich JC, Szczepaniak D, Cameron HS, Krauss R, Weston BW (март 1995). „Physical maps of human alpha (1,3)fucosyltransferase genes FUT3-FUT6 on chromosomes 19p13.3 and 11q21”. Genomics. 26 (1): 142—6. PMID 7782074. doi:10.1016/0888-7543(95)80094-3.
- Cameron HS, Szczepaniak D, Weston BW (август 1995). „Expression of human chromosome 19p alpha(1,3)-fucosyltransferase genes in normal tissues. Alternative splicing, polyadenylation, and isoforms”. The Journal of Biological Chemistry. 270 (34): 20112—22. PMID 7650030. doi:10.1074/jbc.270.34.20112 .
- Weston BW, Smith PL, Kelly RJ, Lowe JB (децембар 1992). „Molecular cloning of a fourth member of a human alpha (1,3)fucosyltransferase gene family. Multiple homologous sequences that determine expression of the Lewis x, sialyl Lewis x, and difucosyl sialyl Lewis x epitopes”. The Journal of Biological Chemistry. 267 (34): 24575—84. PMID 1339443. doi:10.1016/S0021-9258(18)35803-4 .